# Cafeteria Slàvia
La Cafeteria Slàvia és un restaurant i sala de concerts de les Borges Blanques amb predomini de la cançó d'autor, la música jamaicana, el folk, l'indie i la fusió musical, tot posant l'èmfasi en la música catalana. El 2013 va ser mereixedora del Premi ARC a la millor programació d'espai musical, i el 2016 del premi Jaume d'Urgell per la seva tasca de promoció i de difusió d'artistes i grups musicals dels Països Catalans.
Entre molts altres, l'Slàvia ha viscut concerts de Pau Riba, Paco Ibáñez, Roger Mas, Adrià Puntí, Carles Belda, Joan Amèric, Mesclat, Marina Rossell, Jabier Muguruza, Joan Garriga, Ruper Ordorika, Paul Fuster, José Antonio Labordeta, Mireia Vives i Borja Penalba, Renaldo & Clara, Quico Pi de la Serra, Núria Graham, Ferran Palau, Feliu Ventura, Meritxell Gené, Oques Grasses, Pep Gimeno «Botifarra», Quico el Célio, el Noi i el Mut de Ferreries, Albert Pla, El Petit de Cal Eril, Joan Masdéu, Miquel Gil, Marc Parrot o Mar Grimalt.
El 22 de juny del 2024, amb motiu del 30è aniversari de l'espai, Dusminguet, el grup de fusió musical que va estar actiu del 1995 al 2004, va oferir un concert de comiat al Passeig del Terrall de les Borges Blanques.